# Џ (глас)
Глас џ није изворног словенског порекла. У српски је ушао преко турског (џелат, џеп, џомба, џин, џабе) и мађарског језика (џак), а током 20. века употреба овог слова се проширила под утицајем енглескога језика (џез, џанки, џојстик, џентлмен). Мало је речи српскога и хрватскога језика које у себи садрже слово џ, а словенскога су порекла (враџбина, луџба, поруџбина, сведоџба, срџба). Постоје неке речи мешаног порекла попут речи силеџија која за основу има реч сила која је словенског порекла док јој као наставак служи џија, а тај наставак је турског порекла.